# Burnin Red Ivanhoe (album)
 Denne artikel omhandler en lp af bandet Burnin Red Ivanhoe. Opslagsordet har også en anden betydning, se Burnin Red Ivanhoe.
Burnin Red Ivanhoe er tilen på gruppen Burnin Red Ivanhoes anden LP der blev udgivet i 1970. Den blev indspillet i London og produceret af Tony Reeves og John Peel (anført som Eddie Lee Beppeux). LP'en blev udgivet på et tidspunkt hvor de turnerede meget i England. Coveret var designet af Poul Bruun og Burnin Red Ivanhoe og billedet var taget af Poul Bruun.
Pladen fik flotte anmeldelser, fx i The Melody Maker og endte på Radio Luxembourgs hitliste som nr. 1 i januar 1971. Pladen regnes for en klassiker i dansk rock musik og den er også anerkendt indenfor den progressive rock. Sammenlignet med M 144 er denne plade mindre spraglet og mere fokuseret, hvilket nok også skyldes at de nu havde fået en fast besætning med Karsten Vogel, Kim Menzer, Ole Fick, Bo Thrige Andersen og Jess Stæhr.
| 1. | "Across The Windowsill"                                  | Fick, Vogel        |                                               | 7:40 |
| 2. | "Canaltrip" (fra i Henning Carlsens kortfilm Er I bange) | Burnin Red Ivanhoe | optaget i maj 1970 i Wifos studios, København | 5:21 |
| 3. | "Rotating Irons"                                         | Wille, Vogel       |                                               | 8:19 |

| 4. | "Gong-Gong, The Elephant Song" | Vogel | 5:40 |
| 5. | "Near The Sea"                 | Vogel | 3:58 |
| 6. | "Secret Oyster Service"        | Vogel | 9:48 |

Da denne plade udkom på cd, var det med sangene fra ep'en De danske hjertevarmere som bonussange.

## Reference
1. 1 2  Dansk Rockleksikon 1956-2002, ISBN 87-567-6525-8, side 99